# Vlag van Goëngahuizen

Vlag van Goëngahuizen

De vlag van Goëngahuizen is de dorpsvlag van het Nederlandse dorp Goëngahuizen, in de Friese gemeente Smallingerland. De vlag werd in 2016 geregistreerd.

## Beschrijving
De beschrijving van de vlag is als volgt:
Drie banen blauw, geel en groen; de gele baan hoekig met drie hoeken en een hoogte van 1/3 vlaghoogte en belegd met drie rode pompeblêden; de gele baan beginnend op 1/6 en de blauw baan op 7/12 van de vlaghoogte.
De kleuren zijn afkomstig van het dorpswapen.

## Symboliek
- Blauwe baan: symboliseert het water.[1]
- Gele baan: staat voor het hooi.[1]
- Groene baan: verbeeldt het gras.[1]
- Hoeken: symbolen voor de keersluizen in de Goëngahuistersloot en de Modderige Bol.[1]
- Pompeblêden: accentueren de waterrijke omgeving.[1]

## Zie ook

Wapen van Goëngahuizen